# Hop, the Devil's Brew
Hop, the Devil's Brew er en amerikansk stumfilm fra 1916 af Lois Weber og Phillips Smalley.

## Medvirkende
- Phillips Smalley som Ward Jansen.
- Lois Weber som Lydia Jansen.
- Marie Walcamp som Jane Leech.
- Charles Hammond som William Waters.
- Juan de la Cruz som Con Leech.